# John Francis Moore (Bildhauer)

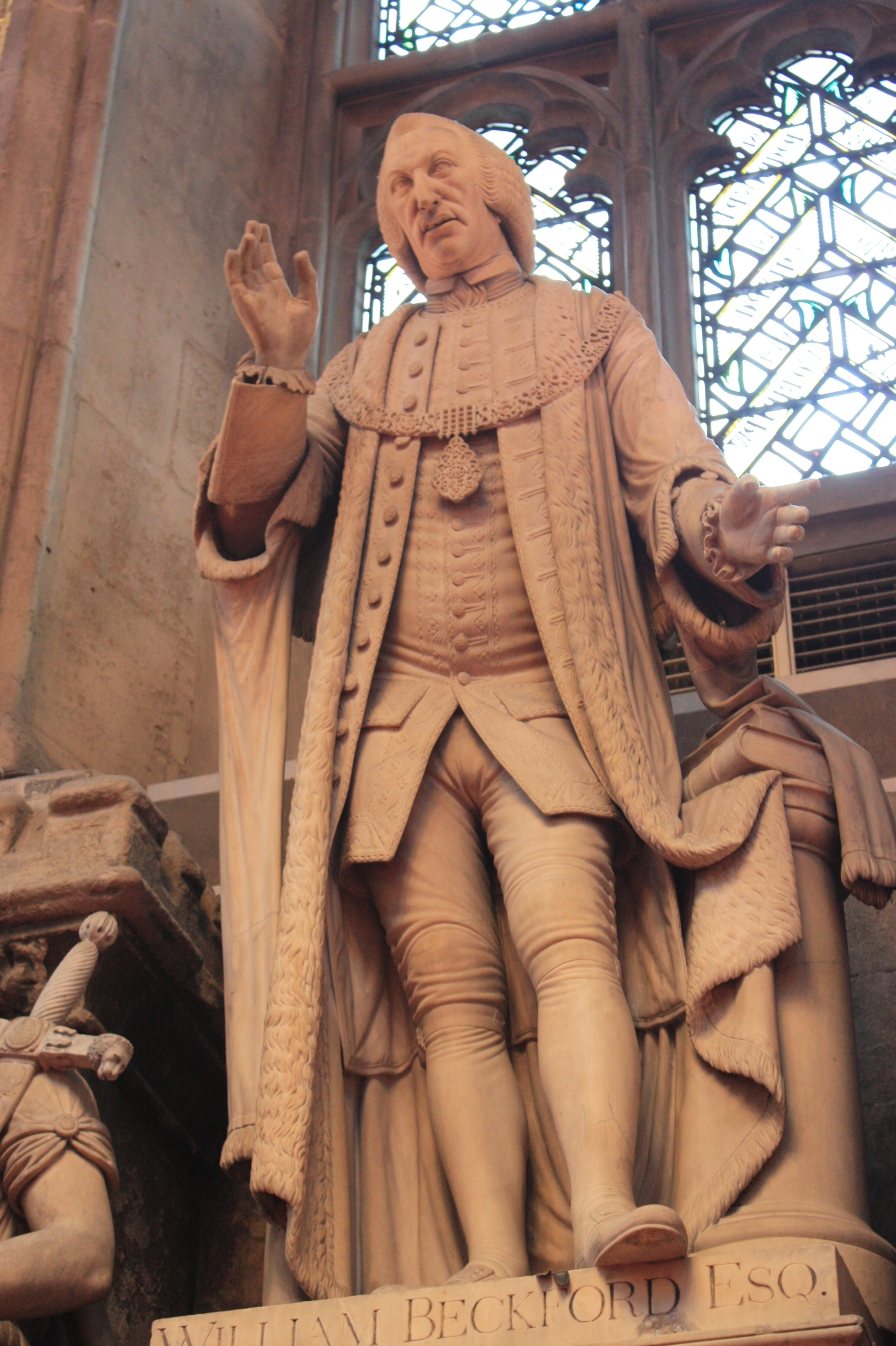
Skulptur von John Francis Moore: Statue von William Beckford, Guildhall, London

John Francis Moore (* 1745 in Hannover; † 21. Januar 1809 in London) war ein Bildhauer, der im späten 18. Jahrhundert in Großbritannien tätig war.

## Leben
Moore war englischer Herkunft, wurde aber um 1745 in Hannover geboren. Er wuchs vermutlich im Königreich Hannover auf und zog um 1760 nach England. Ab 1765 arbeitete er wahrscheinlich in der Berners Street in London. 1766 wurde seine erste Arbeit bei der Society of Arts präsentiert: eine Reliefskulptur mit dem Titel Britannia Reviver of Antique. Er wurde Mitglied der Freien Künstlervereinigung, wo er von 1766 bis 1776 jedes Jahr eine Anlzahl von Skulpturen ausstellte, darunter Modelle aus Ton und Marmorarbeiten, Entwürfe für Denkmäler, Basisreliefs für Schornsteine, des Weiteren Porträtbüsten und Statuen. Hervorzuheben ist eine 1769 gearbeitete Statue des Apoll. 
Er starb am 21. Januar 1809 in York Buildings, New Road, London. Seine drei Söhne, darunter John Moore (gest. 1788) die alle als Künstler praktizierten, stellten ihre Arbeiten ebenfalls in der Freien Gesellschaft der Künstler aus, waren aber weniger bedeutend. 

## Werke
- Denkmal für James Brockman, Newington, Kent (1767)
- Denkmal für  Sawrey, Bradford Cathedral (1767)
- Statue von William Beckford, Bürgermeister von London (1767)
- Statue des Apollo (1769)
- Büste von Sir Henry Rushout, Worcester Infirmary (1769)
- Denkmal für William Baker, Bath Abbey (1770)
- Monument für Robert Hucks, Aldenham (1771)
- Denkmal für William Beckford, Lord Major von London (1772) Guildhall, London
- Denkmal für Margaret Rae, Worcester Cathedral (1772)
- Monument für Thomas Patten, Warrington Parish Church (1772)
- Denkmal für John Ligonier, Westminster Abbey (1773)
- Monument für die Familie Rushout, Blockley (1775)
- Statuengruppe für Lord Shirley, flankiert von Lord und Lady Ferrers in Ettington (1775)
- Statue von Lady Macaulay, St. Stephen's, Walbrook (1778)
- Denkmal für Lord Hawke, North Stoneham (1781)
- Monument für Reverent Thomas, St Stephen’s, Walbrook (1784)
- Denkmal für Jonas Hanway, Westminster Abbey (1786)
- Monument für Charles Wolfran Cornwall, Holy Cross, Winchester (1789)
- Monument für John and Maria Chichester, Arlington, Devon (1791)
- Denkmal für Joseph Blunt, Mapledurham (1793)
- Monument für Thomas Wildman, Twickenham Parish Church (1795)
- Monument für Peter Oliver, Marylebone Chapel, London (1795)
- Denkmal für Lady Barbara, Gräfin von Scarborough, Marylebone Kapelle (1797)
- Monument für Lady Maria Churchill, Lewisham Parish Church (1801)